# 普鲁士的路易丝 (1829年)

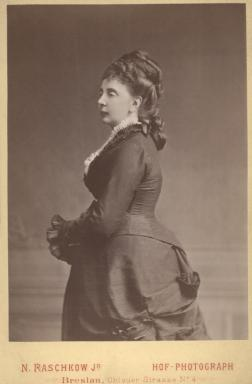
公主照片

普鲁士的玛丽·路易丝·安娜（1829年3月1日—1901年5月10日）是霍亨索伦家族的一位公主。

## 早期生活
她出生於普魯士王國首都柏林，是普鲁士的卡爾王子和萨克森-魏玛-艾森纳赫的玛丽公主的第二个孩子和长女。她的祖父是普鲁士国王腓特烈·威廉三世。

## 婚姻
她与瑞典国王查理十五世的婚姻谈判以失败告終。1854年6月27日，她在夏洛滕堡宫与黑森-菲利普斯塔尔-巴克菲尔德伯爵亚历克西斯结婚。他們於1861年3月6日离婚。